# Jean Émile Charon
Jean Émile Charon (* 25. Februar 1920 in Paris; † 8. Juni 1998) war ein französischer Physiker und Philosoph.
Charon war Nuklearphysiker und beschäftigte sich in der Nachfolge Einsteins mit der Vereinheitlichung der wesentlichen physikalischen Theorien im Sinne der sog. Weltformel. Ab etwa 1959 beschäftigte sich Charon zusätzlich mit Metaphysik, indem er versuchte, Materie und Geist unter gemeinsamen Gesichtspunkten zu betrachten. Sein wesentlicher Ansatz war, eine sog. komplexe Raumzeit auf der Basis komplexer Zahlen anzunehmen, in der die Realteile der Zahlen für Materielles und die Imaginärteile für Geistiges stehen.
Charon hat als Metaphysiker v. a. im Bereich Esoterik eine Rezeption erfahren.

## Hauptwerke
Physik
- Eléments d'une théorie unitaire d'Univers, Éditions René Kister, Genève, Éditions de la Grange Batelière (Paris) 1962.
- Relativité générale, Éditions René Kister (Genève), Éditions de la Grange Batelière (Paris), 1963.

Philosophie
- Der Geist der Materie, dt. 1996.
- Der Sündenfall der Evolution, dt. 1997.
- Tod, wo ist dein Stachel. Die Unsterblichkeit des Bewußtseins, dt. 1990.